# Top Spin 2

Top Spin 2 es un videojuego de tenis para Windows, Xbox 360, Game Boy Advance y Nintendo DS lanzado al mercado en el año 2006. El juego conserva intacta la mezcla entre arcade y simulador deportivo de la primera entrega Top Spin, a pesar de que no se limita a ser una simple copia. Dispone de una mayor selección de tenistas (incluidos Roger Federer y María Sharápova), y nuevas opciones en el editor de personajes, que es más profundo en todos los sentidos. 
La secuela Top Spin 3 fue lanzada al mercado en 2008.

## Jugadores disponibles
| ATP - James Blake - Guillermo Coria - Brendan Evans - Roger Federer - Sébastien Grosjean - Tommy Haas - Tim Henman - Lleyton Hewitt - Alex Kuznetsov - Max Mirnyi - Carlos Moyá - Andy Roddick WTA - Lindsay Davenport - Elena Dementieva - Angela Haynes - Jamea Jackson - Svetlana Kuznetsova - Amélie Mauresmo - Anastasia Mískina - Alicia Molik - Corina Morariu - María Sharápova - Ai Sugiyama - Venus Williams |